# Sumidouro
Sumidouro è un comune del Brasile nello Stato di Rio de Janeiro, parte della mesoregione del Centro Fluminense e della microregione di Nova Friburgo.
Il comune è diviso in 4 distretti: Sumidouro (sede comunale), Campinas, Dona Mariana e Soledade.